# Neri Maria Corsini
Neri Maria Corsini, chiamato anche Nereo Maria (Firenze, 19 maggio 1685 – Roma, 6 dicembre 1770), è stato un cardinale italiano.
Era nipote, per parte di padre, di papa Clemente XII. Fu una personalità di spicco negli ambienti romani e svolse mansioni di diplomatico nelle corti di tutta Europa. Negli ultimi anni di pontificato dello zio, ormai anziano e infermo, fu uno dei suoi consiglieri più fidati e resse di fatto le sorti dello Stato della Chiesa.

## Biografia
Secondo dei due figli del conte Filippo Corsini e di Lucrezia Rinuccini, ricevette gli ordini sacri nel 1730. Fu nominato cardinale-diacono dallo zio pontefice nel concistoro dell'11 dicembre 1730, con l'assegnazione della diaconia di Sant'Adriano al Foro (8 gennaio 1731). Nel 1733 divenne prefetto del Supremo Tribunale della Segnatura Apostolica, carica che mantenne fino alla morte. Nel 1737 optò per la diaconia di Sant'Eustachio. Dal 1740 al 1770 fu arciprete della basilica di San Giovanni in Laterano, la quale accolse le sue spoglie dopo la morte. In campo artistico fu protettore e benefattore del celebre pittore Giacomo Zoboli; grazie al suo intervento verso il re di Napoli Carlo di Borbone il pittore fu ospitato nel Palazzo Farnese dal 1738 al 1760.
Neri Maria Corsini non ebbe l'investitura episcopale.

## Conclavi
Neri Maria Corsini partecipò a tre conclavi:
- quello del 1740, che elesse papa Benedetto XIV
- quello del 1758, che elesse papa Clemente XIII
- quello del 1769, che elesse papa Clemente XIV

## Opere
Nel 1730 papa Clemente XII gli affidò il territorio di San Felice Circeo che Neri Maria Corsini governò per 40 anni. Egli venne incontro alla popolazione sanfeliciana dimezzando le tasse, cercando di avviare progetti per far tornare il Lago di Paola pescoso come un tempo ed eseguì inoltre alcuni lavori nel paese, come l'ampliamento della chiesa parrocchiale.
Durante il suo lungo cardinalato Neri Maria Corsini fece erigere numerose opere e monumenti, tra i quali:
- Villa Riario in Roma (chiamata poi Palazzo Corsini alla Lungara), acquistata nel 1736 e da lui fatta ristrutturare affidando i lavori al conterraneo Ferdinando Fuga.[2]
- La cella di Sant'Andrea Corsini, che fu fatta costruire nell'Eremo di Camaldoli nel 1742.[3]